# Monoporus clusiifolius
Monoporus clusiifolius H.Perrier – gatunek roślin z rodziny pierwiosnkowatych (Primulaceae). Występuje endemicznie w środkowym Madagaskarze. 

## Morfologia
PokrójZimozielone drzewo.
LiścieBlaszka liściowa jest skórzasta i ma odwrotnie jajowaty kształt. Mierzy 2,5–9 cm długości oraz 1–3,9 cm szerokości, jest całobrzega, ma klinową nasadę i ostry lub tępy wierzchołek. Ogonek liściowy jest nagi i ma 25 mm długości.
KwiatyZebrane w wiechach wyrastających z kątów pędów. Mają działki kielicha o trójkątnym kształcie. Płatki są odwrotnie jajowate i mają czerwonopomarańczowa barwę.

## Biologia i ekologia
Rośnie w lasach, na wysokości od 1500 do 2500 m n.p.m.